# Chalutier à perche

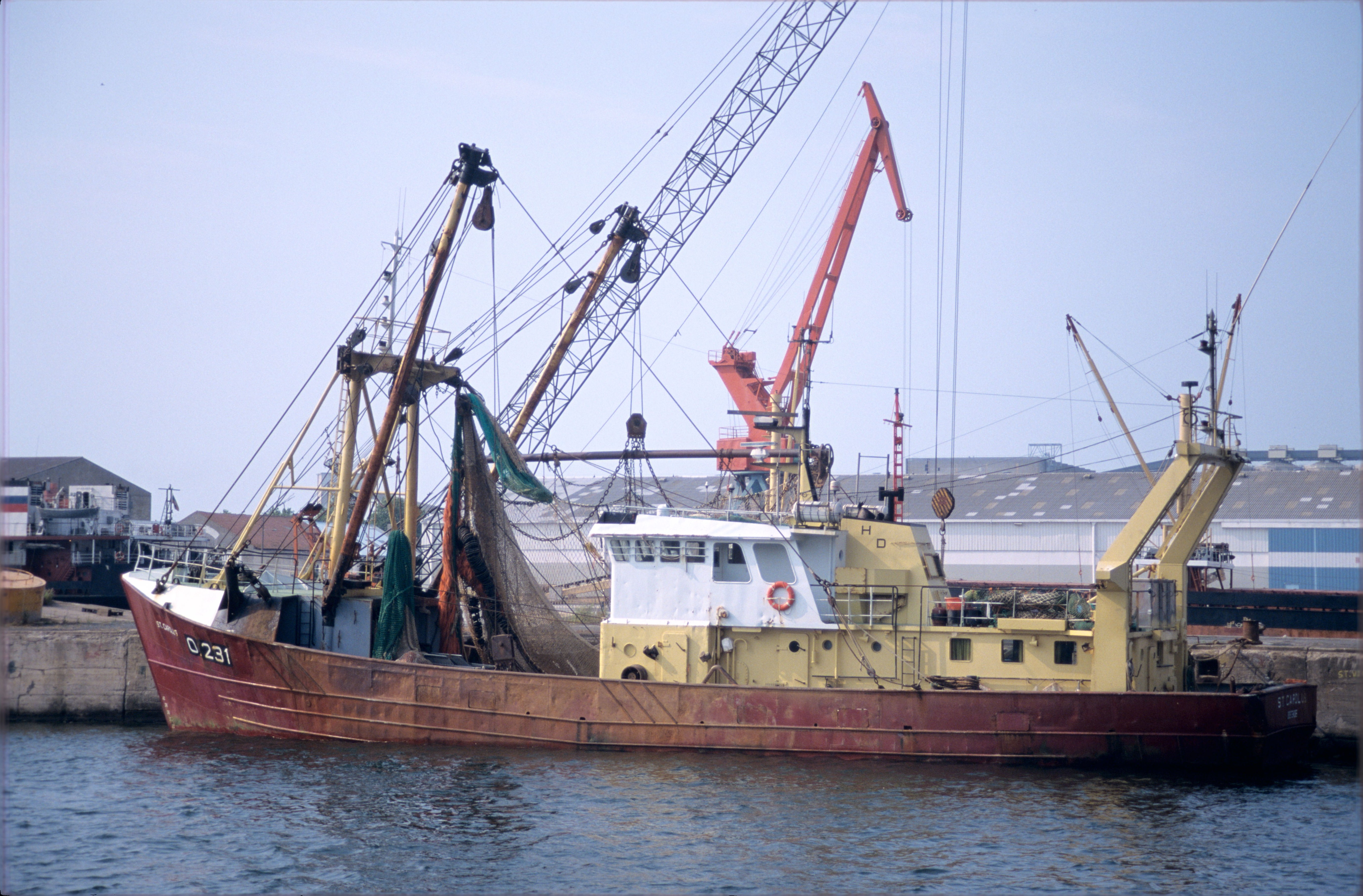
Un chalutier à perche de forte puissance.

Le chalutier à perche est un type particulier de bateau de pêche. Un filet est fixé à une perche déployée sur le côté, pour capturer des poissons de fond.

## Description
Chalutier à perche, chalutier à tangons ou chalutier à gréement double. Pour ces types de chalutiers, le train de pêche double est remorqué au moyen de deux tangons ou perches. Les touées passent par des poulies fixées aux extrémités des tangons. Sur ces navires, on pêche soit des crevettes, soit des poissons plats.